# Gene Roddenberry
Gene Roddenberry, född 19 augusti 1921 i El Paso, Texas, död 24 oktober 1991 i Santa Monica, Kalifornien (i hjärtattack), var en amerikansk manusförfattare, främst känd för tv-serien Star Trek.

## Biografi

### Barndom
Eugene Wesley Roddenberry var son till polismannen Eugene Roddenberry och Carolyn Goleman. Han gifte sig som ung med Eileen Rexroat, och arbetade som armépilot, motorcykelpolis, och talskrivare innan han lyckades ta sig in i TV-branschen som författare på serier som The Lieutenant och På farligt uppdrag. Under tämligen lång tid försökte han sälja in en idé om den första science fiction-serien för vuxna, vilket ledde till att Lost in Space hann före.

### Star Trek
Det var först när han träffade Lucille Ball som han lyckades sälja idén till Star Trek till TV-bolaget NBC. Serien blev en framgång bland intellektuella men fick aldrig någon större framgång bland de stora skarorna, utan blev nedlagd efter bara tre säsonger. Då hade Roddenberry redan gått vidare, besviken på alla kompromisser om budgeten och de ändrade sändningstiderna.
Roddenberry var en notoriskt otrogen make, och skilde sig från Eileen Roddenberry under Star Treks tre säsonger och gifte sig med den långvariga älskarinnan Majel Barrett den 6 augusti 1969.
I Star Trek-serierna verkar det som om vetenskapen till slut segrat över religionen. Men samtidigt skapas ganska många nya religioner som tillägnas andra humanoida raser än människan. Dessutom har Star Trek blivit en religion bland vissa fans. Roddenberry tillfrågades ibland hur han själv såg på religion och om han var kristen. Roddenberry svarade att han hade vänt sig bort från kristendomen när han hade blivit gammal nog att förstå det absurda i att kristna dricker Jesu blod och äter Jesu kött, precis som om de vore kannibaler. Vid några tillfällen sade han att om han trodde någonting alls så var det i så fall att hela universum är besjälat. Det är ett uttryck för panteism.

### Tiden efterStar Trek
Efter nedläggningen av Star Trek försökte sig Roddenberry på att skriva långfilmer. Han lyckades aldrig få några succéer, men när Stjärnornas krig-filmerna kom insåg han att Star Trek (som fått en boom p.g.a. ständiga repriser på TV) också skulle kunna göras till långfilm. Resultatet blev filmen Star Trek: The Motion Picture (1979). Fler filmer följde, och intresset för Star Trek föreföll omättligt. Efter flera falska starter lyckades Roddenberry 1987 få till stånd serien Star Trek: The Next Generation. Han övervakade de två första säsongerna innan han blev sjuk, då han lämnade över det högsta ansvaret till Rick Berman. Innan han dog, hann han precis godkänna planerna inför den nya serien Star Trek: Deep Space Nine.

### Övriga verk
Förutom Star Trek har Roddenberry också skapat science fiction-serierna Andromeda samt Earth: Final Conflict. De två sistnämnde realiserades postumt under vägledning av Majel Barrett.

## Utmärkelser
Asteroiden 4659 Roddenberry är uppkallad efter honom.